# Berliner Spezialflug

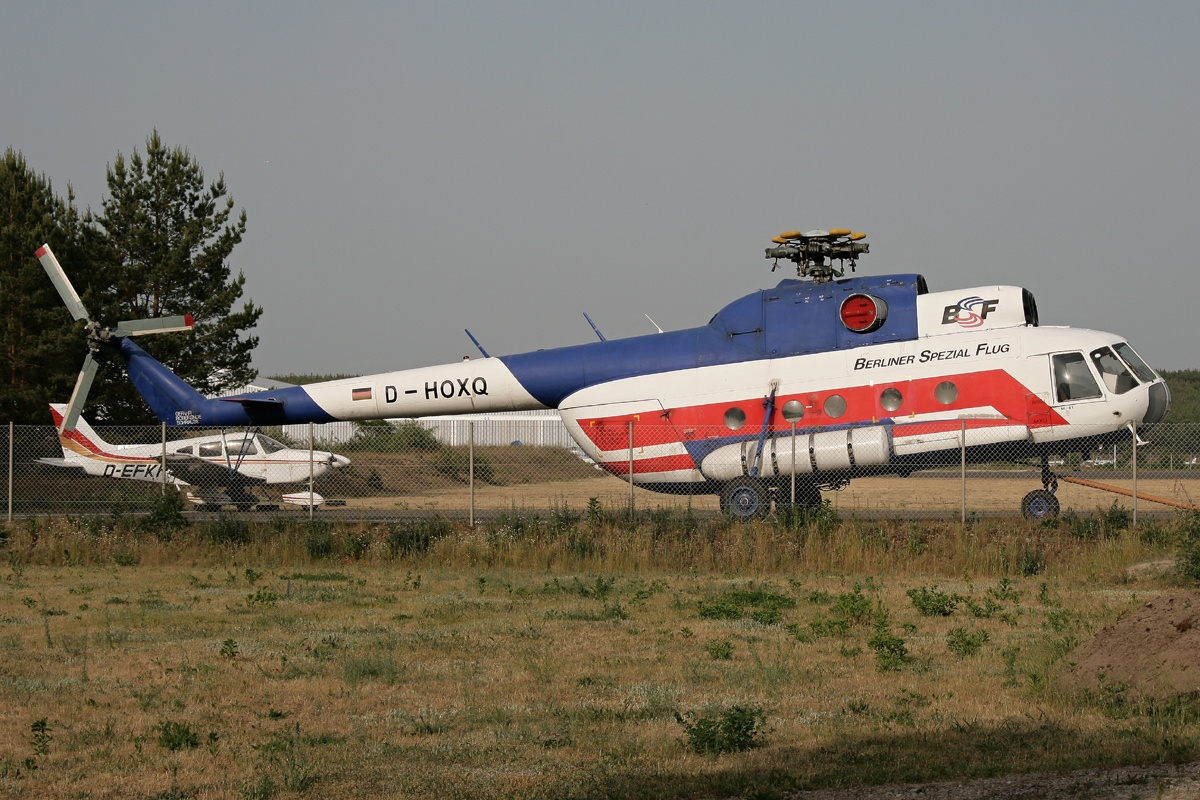
Mil Mi-8T der Berliner Spezialflug

Die Berliner Spezialflug AG (BSF) war ein Luftfahrtunternehmen, das aus der 1991 liquidierten ehemaligen staatlichen DDR-Fluggesellschaft Interflug hervorgegangen war.

## Geschichte
Ein fester Bestandteil der Interflug waren die sogenannten Kranflieger. Es handelte sich dabei um Hubschraubereinsätze, die die Aufgaben von Kränen übernommen hatten, da die DDR nur über wenige Hochleistungskräne verfügte. Nachdem die Interflug 1991 liquidiert wurde, gründete die ehemalige Kranflieger-Abteilung der Interflug ein eigenes Unternehmen, genannt Berliner Spezialflug GmbH. Ab 1993 bestand die Berliner Spezialflug Aktiengesellschaft. Das Angebot der BSF beinhaltete Vermessungs- und Fernerkundungsflüge, die Wartung von Flugzeugen und Hubschraubertransporte. 1999 fusionierte die BSF mit der Deutschen Dependance von Piper.
2004 bezogen sowohl BSF als auch Piper Generalvertretung Deutschland AG Quartier am Flugplatz Schönhagen. Nach der Fusion von Fusion der Piper Maintenance GmbH und der Jet Maintenance Kassel AG entstand die  Piper + Jet Maintenance AG und der Name Berliner Spezialflug wurde nicht mehr verwendet.
Der ursprüngliche Unternehmensname blieb erhalten in einer weiteren Unternehmensausgliederung, der Spezialflug Berlin Hubschrauberdienste GmbH. Heute existiert das Unternehmen als Firma Spezialflug International Services GmbH.